# Kallichroma tethys
Kallichroma tethys är en svampart som först beskrevs av Kohlm. & Kohlm., och fick sitt nu gällande namn av Kohlm. & Volkm.-Kohlm. 1993. Kallichroma tethys ingår i släktet Kallichroma och familjen Bionectriaceae.   Inga underarter finns listade i Catalogue of Life.